# Karl Jahnke (Mediziner)
Karl Jahnke  (* 31. Juli 1919 in Stettin; † 14. Februar 1997) war ein deutscher Internist und Diabetologe.

## Werdegang
Der 1919 in Stettin geborene Internist war bis zu seinem Eintritt in den Ruhestand im Jahre 1986 fast 20 Jahre lang Direktor der Medizinischen Klinik am Ferdinand-Sauerbruch-Klinikum in Wuppertal. Ab 1966 war er außerplanmäßiger Professor für Innere Medizin an der Universität Düsseldorf. Seine Forschungs- und Lehrschwerpunkte waren Stoffwechselerkrankungen, insbesondere Diabetes mellitus. Jahnke war Gründungsmitglied der Deutschen Diabetes Gesellschaft.

## Ehrungen (Auswahl)
- 1981: Paul-Langerhans-Medaille und Gerhardt-Katsch-Medaille der Deutschen Diabetes-Gesellschaft[5]
- 1984: Kofranyi-Medaille der Deutschen Akademie für Ernährungsmedizin[6]